# Andrzej Olędzki (naukowiec)
Andrzej Aleksander Olędzki (ur. 20 września 1928 w Warszawie, zm. 7 lipca 2000 tamże) – polski naukowiec, specjalista w dziedzinie teorii maszyn.

## Kariera naukowa
Po ukończeniu w 1954 studiów na Politechnice Warszawskiej pozostał na uczelni jako asystent w Katedrze Silników Spalinowych, a następnie w Katedrze Części Maszyn. Od 1958 był adiunktem, w 1961 obronił pracę doktorską. W 1969 po obronie pracy habilitacyjnej otrzymał tytuł docenta, cztery lata później został zastępcą dyrektora Instytutu Mechaniki Stosowanej. Od 1975 był prodziekanem Wydziału Fizyki Technicznej i Matematyki Stosowanej, w 1977 otrzymał tytuł profesora nadzwyczajnego, a rok później został prodziekanem Wydziału Mechanicznego Energetyki i Lotnictwa. W 1983 został profesorem zwyczajnym, a rok później kierownikiem Zakładu Teorii Maszyn i Mechanizmów.
Pracę naukową uzupełniał dzięki stażom naukowym, w 1959 w Leningradzkim Instytucie Inżynierii Filmowej, w 1965 w Case Instytut of Technology w Cleveland (Ohio). Autorytet Andrzeja Olędzkiego jako wybitnego specjalisty potwierdzają zaproszenia jako visiting professora – wykładowcy w Iowa State University] w Ames (USA) od 1981 do 1983 w University of Canterbury w Nowej Zelandii w 1989 i University of Naples we Neapolu (Włochy) w 1991.
Andrzej Olędzki spoczywa na cmentarzu Bródnowskim (kw. 29H-3-32).

## Członkostwo
Andrzej Olędzki należał do Stowarzyszenia Inżynierów i Techników Mechaników Polskich (SIMP), pełnił tam funkcję rzeczoznawcy tytularnego. W 1969 był członkiem założycielem Sekcji TMM Zarządu Głównego Polskiego Towarzystwa Mechaniki Teoretycznej i Stosowanej, od 1972 pełnił funkcję przewodniczącego, a od 1975 do 1975 wiceprzewodniczącego Towarzystwa. Od 1980 przez rok przewodniczył Radzie Naukowej OBR-TECHFILM. W latach 1980–1981 i 1984-1987 był przewodniczącym oddziału warszawskiego International Federation for the Promotion of Mechanism and Machine Science, w 1987 został członkiem Zarządu Głównego. Równocześnie od 1978 należał do Komisji Mechanizmy i Krzywki. Od 1984 przez jedenaście lat należał do Komitetu Budowy Maszyn Polskiej Akademii Nauk.

## Dorobek naukowy

### Publikacje
Profesor Andrzej Olędzki był autorem ok. 160 prac naukowych, opracowań i skryptów dotyczących teorii maszyn i mechanizmów. Spośród wielu wymienić należy m.in.:
- "Badanie mechanizmów krzywkowych ruchu przerywanego taśmy filmowej", 1964,
- "The Rocking Problem of the Railroad Cars", 1968,
- "Mechanizmy krzywkowe" (monografia), 1966,
- "On the Modelling of Certain Mechanical Systems with Hysteresis Loop, (Mechanisms and Machine Theory)", 1980,
- "Podstawy teorii maszyn i mechanizmów" (podręcznik akademicki) 1986,
- "Parapodium PW” - A walking orthosis for paraplegics", materiały z IX Kongresu IFToMM, Mediolan 1995.

### Konstrukcja Parapodium PW
Od 1994 prowadził prace nad urządzeniem, które pozwalałoby paraplegikom poruszać się, w ich efekcie w 1997 prace konstrukcyjne zakończyły się sukcesem. Zespół po kierownictwem Andrzeja Olędzkiego skonstruował i opatentował Parapodium PW, które zostało wprowadzone do powszechniej produkcji.

## Odznaczenia
- Krzyż Kawalerski Orderu Odrodzenia Polski,
- Medal Komisji Edukacji Narodowej.